# Storlirennet
Storlirennet är ett 36 kilometer långt skidlopp som startar på 640 meters höjd över havet i Storlien i Sverige, och slutar 410 meters höjd över havet, i Grova i Norge. Loppet hade premiär 1938.

### Fotnoter
1. ↑  Guri K. Hetland (13 mars 2008). ”Slutrapport Storlirennet” (på norska). Storlirennet. Arkiverad från originalet den 4 mars 2016. https://web.archive.org/web/20160304203834/http://www.storlirennet.no/filer/SluttrapportStorlirennet08.pdf. Läst 8 november 2015.